# ビンゴガルー
ビンゴガルーは日本の競走馬。おもな勝ち鞍は、皐月賞・朝日杯3歳ステークス・セントライト記念・京王杯オータムハンデ。1978年の優駿賞最優秀3歳牡馬。主戦騎手は小島太。
勝負服（赤、白十字襷、青袖）とお揃いのメンコをしたはしり。メンコの下には綺麗なハート型の流星があった。

## 戦績

### 3歳時
1978年8月に札幌競馬場でデビュー。2戦目の折り返しの新馬戦で、2着に2馬身半差をつけて勝ち上がるが、4コーナーを回ったところで外ラチに突っ込むなど気性面に不安を残した。この後、当時ダート馬場のみだった札幌で2戦するも勝ちきれなかったが、コースが芝に変わってからは気性面でも進境を見せたこともあり、自己条件特別・オープン戦と連勝した。
続く朝日杯3歳ステークスは、外国産馬のケンタッキーフェアに人気が集まりビンゴガルーは6番人気。前年のギャラントダンサーに続き、外国産馬が連覇を果たすかに注目が集まっていた。レースは、後方に位置したビンゴガルーが直線鋭い末脚で一閃、サクラアケボノを1馬身4分の1差で差し切り勝ちを収めた。鮮烈な勝ち方だったため、翌年のクラシックの有力馬との呼び声が高まった。

### 4歳時
翌1979年は年明けから休みなく使われたが、全てリキアイオーの後塵を拝しての3連敗。本番の皐月賞は3番人気に過ぎなかったが、中団で脚をため直線で逃げ込みを図るリキアイオーを一気に捉え、追いすがるカツラノハイセイコに4分の3馬身差をつけ、戴冠を果たした。続く東京優駿は馬群をさばくのに苦労し、後方から追い込むもカツラノハイセイコの4着に入るまでだった。
休養をはさみ、秋は京王杯オータムハンデから始動した。トップハンデながら古馬相手に勝利を収めると、続くセントライト記念（東京芝2400m）も制し万全の体制で菊花賞（なお、この年は京都競馬場改修のため、阪神競馬場芝3000mで行われた）に向かった。
菊花賞では、ダービー馬カツラノハイセイコが感冒により出走回避したこともあり、ただ1頭単枠指定され、人気も一本被りだった。しかしレースでは3コーナーから先頭に並びかけ、実況の杉本清に「早いのか、これでいいのか、小島太」と心配されたほどの早仕掛けがたたり、勝ったハシハーミットから4馬身離された3着に終わった。鞍上の小島は、前年のサクラショウリに続いて同じような早仕掛けのために菊花賞制覇を2年連続単枠指定の1番人気で逃す形となった（ちなみに、小島は騎手時代では菊花賞を勝つことはできなかった。小島が菊花賞を勝つのは調教師になってからである（2001年、マンハッタンカフェ））。
続く有馬記念は、小島がサクラショウリに騎乗するため、鞍上に中野栄治を迎えた。サクラショウリ、グリーングラスに続く3番人気に推されたが、レース中に種子骨骨折を発症し競走中止となった。しかし、オーナーたっての願いにより薬殺処分されずに治療されることとなり、予後不良級の骨折から奇跡的に立ち直り、引退、種牡馬入りとなった。

## 引退後
1年療養のあと、1981年から種牡馬として新冠町農協畜産センターで繋養された。
1984年10月13日、福島の3歳未勝利戦で初年度のビンゴアルファが1着となり産駒初勝利。1985年生のホロトマイケルは道営で北斗杯・王冠賞の2冠を制するなど活躍し、1986年生のホウヨウファイナルはエリザベス女王杯4着と健闘している。条件戦で息の長い活躍を続ける馬主孝行なタイプの馬を多く送り出した。
1987年に小腸捻転のため死亡、12歳での早逝だった。
墓は当初、新冠町農協畜産センターの一角に建てられたが、現在は優駿メモリアルパークに改葬されている。

## 競走成績
- 1978年（7戦4勝）
  - 朝日杯3歳ステークス
- 1979年（9戦3勝）
  - 皐月賞、セントライト記念、京王杯オータムハンデ
  - 2着 - 東京4歳ステークス
  - 3着 - 菊花賞
  - 4着 - 東京優駿

## 血統表
| ビンゴガルーの血統（プリンスキロ系（セントサイモン系 / Pharos5x5=6.25%） | ビンゴガルーの血統（プリンスキロ系（セントサイモン系 / Pharos5x5=6.25%） | ビンゴガルーの血統（プリンスキロ系（セントサイモン系 / Pharos5x5=6.25%） | （血統表の出典） | （血統表の出典） |
| 父 *デュール Duel 1961 黒鹿毛                                            | 父の父Round Table 1954 鹿毛                                              | Princequillo                                                             | Prince Rose      | Prince Rose      |
| 父 *デュール Duel 1961 黒鹿毛                                            | 父の父Round Table 1954 鹿毛                                              | Princequillo                                                             | Cosquilla        |                  |
| 父 *デュール Duel 1961 黒鹿毛                                            | 父の父Round Table 1954 鹿毛                                              | Knight's Daughter                                                        | Sir Cosmo        | Sir Cosmo        |
| 父 *デュール Duel 1961 黒鹿毛                                            | 父の父Round Table 1954 鹿毛                                              | Knight's Daughter                                                        | Feola            |                  |
| 父 *デュール Duel 1961 黒鹿毛                                            | 父の母Lea Moon 1955 黒鹿毛                                               | Nasrullah                                                                | Nearco           | Nearco           |
| 父 *デュール Duel 1961 黒鹿毛                                            | 父の母Lea Moon 1955 黒鹿毛                                               | Nasrullah                                                                | Mumtaz Begum     |                  |
| 父 *デュール Duel 1961 黒鹿毛                                            | 父の母Lea Moon 1955 黒鹿毛                                               | Lea Lark                                                                 | Bull Lea         | Bull Lea         |
| 父 *デュール Duel 1961 黒鹿毛                                            | 父の母Lea Moon 1955 黒鹿毛                                               | Lea Lark                                                                 | Colosseum        |                  |
| 母 フラワースウィース 1967 鹿毛                                          | 母の父*パーソロン Partholon 1960 鹿毛                                    | Milesian                                                                 | My Babu          | My Babu          |
| 母 フラワースウィース 1967 鹿毛                                          | 母の父*パーソロン Partholon 1960 鹿毛                                    | Milesian                                                                 | Oatflake         |                  |
| 母 フラワースウィース 1967 鹿毛                                          | 母の父*パーソロン Partholon 1960 鹿毛                                    | Paleo                                                                    | Pharis           | Pharis           |
| 母 フラワースウィース 1967 鹿毛                                          | 母の父*パーソロン Partholon 1960 鹿毛                                    | Paleo                                                                    | Calonice         |                  |
| 母 フラワースウィース 1967 鹿毛                                          | 母の母*トリーティ Treaty 1959 栗毛                                       | Pipe of Peace                                                            | Supreme Court    | Supreme Court    |
| 母 フラワースウィース 1967 鹿毛                                          | 母の母*トリーティ Treaty 1959 栗毛                                       | Pipe of Peace                                                            | Red Briar        |                  |
| 母 フラワースウィース 1967 鹿毛                                          | 母の母*トリーティ Treaty 1959 栗毛                                       | No Risk                                                                  | Wild Risk        | Wild Risk        |
| 母 フラワースウィース 1967 鹿毛                                          | 母の母*トリーティ Treaty 1959 栗毛                                       | No Risk                                                                  | Nancy F-No.4-l   |                  |

全姉ビンゴモレロの仔に桜花賞馬アラホウトクがおり、半姉ユウコの仔には日本ダービー3着、菊花賞2着のビンゴカンタ、クイーンステークス2着のアラマサキャップがいる。